# Mesomyia apiformis
Mesomyia apiformis är en tvåvingeart som först beskrevs av Sheffield Airey Neave 1915.  Mesomyia apiformis ingår i släktet Mesomyia och familjen bromsar. Inga underarter finns listade i Catalogue of Life.